# Джузеппе з Копертіно
св.Джузеппе з Копертіно (17 червня 1603, Копертіно — 18 вересня 1663) — італійський монах-францисканець, який шанується як містик і святий. Він, як кажуть в легендах, був напрочуд дурний, але при цьому схильний до левітації і численним екстатичним видінням, після яких він деякий час перебував у повній прострації. Він вважається покровителем пасажирів літаків, льотчиків, космонавтів, розумово відсталих людей, випробувачів і бідних студентів. Був канонізований в 1767 році. Інколи в статтях називається як св.Йосиф з Копертіно.

## Біографія
Джузеппе при народженні отримав ім'я Джузеппе Марія Деза в Копертіно, Апулія, Італія. Його батько, Феліче Деза, був теслею в укріпленому місті Копертіно, розташованому на півострові Апулія, що в той час була частиною Неаполітанського королівства. У себе в місті він був відомий як щедрий чоловік і часто оплачував борги своїх бідних сусідів, однак при цьому так само часто в результаті опинявся в боргах сам. Феліче помер до народження Джузеппе, залишивши дружину Франческу Панара знедоленою і вагітною майбутнім святим.
Коли йому було 17 років, Джузеппе спробував приєднатися до ордена францисканців-конвентуалів, але відсутність у нього освіти завадила йому отримати допуск. Після цього він приєднався до ордена капуцинів, але був вигнаний з ордену незабаром після вступу, коли його постійні напади екстазу довели, що він непридатний до служіння. Зрештою на початку 1620-х років він був прийнятий в конвентуальний францисканський чоловічий монастир поблизу Копертіно. Незабаром він був направлений на навчання теології, але у нього не було здібностей до навчання, і легенда свідчить, що він вивчав пильно одну маленьку частину матеріалу, який був заданий для виучування, тому що це було все, що він був в змозі зробити, і молився про те, щоб його запитали саме той матеріал, який він вчив.
Коли він проходив перевірку на висвячення в сан диякона, єпископ навмання попросив Джузеппе викласти по тексту «Блаженна утроба, що носила Тебе». Він зробив це добре, бо це був той самий уривок, який він вивчив напам'ять. Таким чином, він був висвячений у сан диякона. Коли йшлося про просування до священства, перші кандидати склали іспит так добре, що інші кандидати, і Джузеппе серед них, були прийняті без іспитів, і Джузеппе був висвячений на священика 4 березня 1628 року.
Був незграбним, часто висміюваним іншими, сам себе називав "братом ослом", але при цьому мав молитвенну душу, суворо упокорював себе, постився і витривало переживав періоди "ночі душі", завжди відмовлявся від грошей та подарунків, які йому приносили.
Джузеппе мав здатність легко впадати в екстаз, під час якого часто підіймався в повітря на очах вражених свідків. За це, як сказано в його офіційній біографії 1767 року "більше тридцяти п’яти років його начальство не дозволяло йому брати участь у вправах у  хорі та трапезній або в процесіях, щоб він не заважав громаді" Також мав дар білокації.

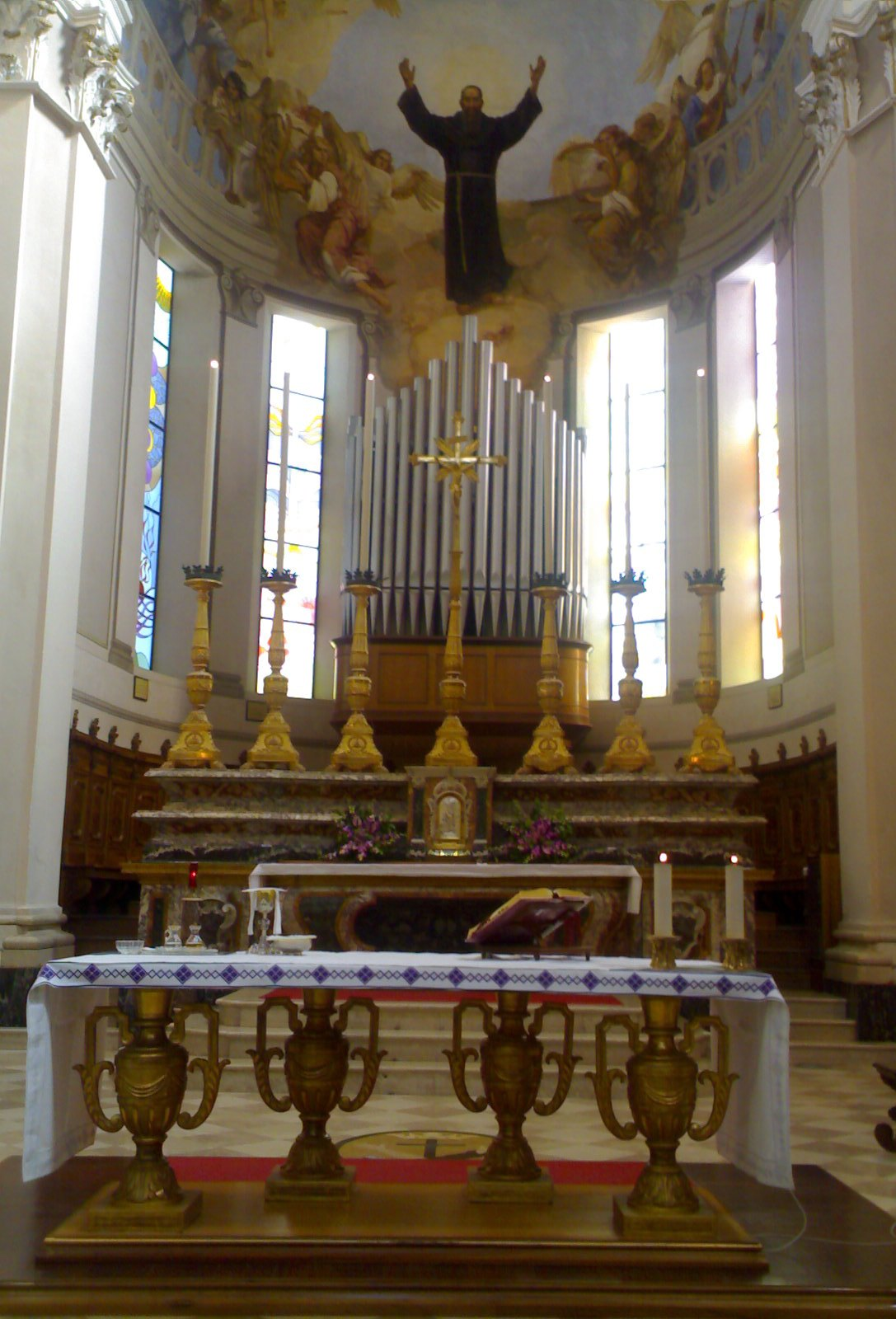
Вівтар в базилиці св.Джузеппе з Копертіно в Оссімо

Перший випадок публічної левітації Джузеппе було зафіксовано 4 жовтня 1630 року у місті Копертіно під час ходи у пам’ять святого Франциска Ассізького. Одного разу він піднявся у повітря перед Папою Урбаном VIII і опустився на землю тільки після наказу генерала його монашого ордена.
Незвичайність священника привернула увагу інквізіції, яка дослідила, чи не була його здатність викликана одержимістю. 21 жовтня 1638 році був викликаний на засідання суду інквізиції. Суд тривав декілька тижнів, в результаті Джузеппе виправдали. Але священника все ж відправили до містечка Сакро-Конвенто, де його польоти припинились. 
Через деякий час він став почесним громадянином міста Ассізі, де прожив 9 років. До нього зверталося багато людей, але о.Джузеппе було заборонено сповідати, проповідувати та брати участь в урочистих процесіях. 
Пізніше Папа римський Інокентій Х наказав перевести отця до Пьєтрарубії. Джузеппе заборонили писати листи, потім перевели до Фоссомброну, де він перебував у ще більшій ізоляції.
Після смерті Інокентія нового Папу Олександра VII просили повернути Джузеппе в Ассізі. Олександр VII відмовився і відправив Джузеппе до чоловічого монастиря в Оссімо. Там Джузеппе було заборонено розмовляти з усіма, крім єпископа, генерала-вікарія Ордену, монахів і лікаря.
10 серпня 1663 року Джузеппе захворів. Під час останньої літургії він піднявся у повітря. Помер увечері 18 вересня 1663 року.

## Культ
24 лютого 1753 року був беатифікований Бенедиктом XIV. Під час процесу беатифікації було оприлюднено 70 випадків левітації та екстатичних польотів Джузеппе, за що його назвали "літаючим святим". Труна з тілом зберігається в церкві Сан-Джузеппе-да-Копертіно в Оссімо. 
16 липня 1767 року визнаний святим Папою Климентом ХІІІ. Вважається покровителем пілотів, пасажирів літаків, студентів, особливо перед екзаменами. Існує спеціальна молитва студентів до святого Джузеппе.